# Fæstebonde
En fæstebonde (gårdfæster, fæster), i flertal fæstebønder, var en landmand, der havde et fæstebrev på en fæstegård. Fæsteforholdet trådte i kraft, når indfæstningen var betalt. Hvis fæsteren overholdt betingelserne i fæstebrevet (kontrakten), kunne jordejeren ikke opsige fæsteforholdet i bondens og hans enkes levetid. Fæstebønder spillede en stor rolle i Danmark indtil slutningen af det 18. århundrede. I løbet af 1800-tallet overgik de fleste fæstegårde til selveje, og med jordlovene i 1919 blev de sidste rester af det gamle fæstesystem i Danmark endeligt afskaffet.

## Ejerforhold
Fæstegårde (eller -huse) kunne være ejede af godsejere, af kongen (staten), af Københavns Universitet eller af kirken.
Fæsteforholdet var reguleret af en omfattende lovgivning. Jordejeren kunne derfor ikke disponere frit over den skattepligtige bondejord. Regeringen ville undgå ødegårde. Derfor var jordejeren forpligtet til at finde en ny fæster, når bonden (eller hans enke) døde. Kun i ganske særlige tilfælde kunne jordejeren få tilladelse til at nedlægge en fæstegård.

## Livsfæste
En fæstekontrakt blev i almindelighed indgået for brugerens, fæsterens og hans eventuelle enkes livstid, medmindre vilkårene i kontraktet blev forbrudt. Enhver fast ejendom kunne gives i livsfæste, men den danske lovgivnings særlige bestemmelser om livsfæste kom som regel kun til anvendelse ved livsfæste med hensyn til fæstepligtige ejendomme. Var der tale om en ejendom, som ikke var fæstepligtig, blev givet i livsfæste, stod det parterne frit for at ordne forholdet, som de selv ville, og lovgivningens regler om livsfæste kom her kun til anvendelse, for så vidt parterne ikke måtte have vedtaget noget andet.

## Fæstekontrakt
Om fæsteforholdet oprettedes i reglen en foreløbig fæsteakkord eller fæstekontrakt, som fuldbyrdedes ved udstedelsen af et fæstebrev, ved hvilket ejeren overdrog brugen til fæsteren. Fæstebrevet, der altid skulle udstedes, udfærdiges i 2 eksemplarer, originalen, som overgaves til fæsteren, og reversal-fæstebrevet, som ejeren beholdt. I praksis antages det, at fæstebrevet altid skulle tinglæses. Vedtagelser i fæstebrevet, der stred mod lovgivningens regler om livsfæste, var, for så vidt fæstebrevet angik en ejendom, som er fæstepligtig, ugyldige, og ejeren var bundet ved fæstekontrakten således, som denne så ud efter fjernelsen af de lovstridige vedtagelser.

## Fæstekontraktens indgåelse
Af afgørende betydning for en fæstekontrakts indgåelse var, at det på tidspunktet for kontraktens indgåelse var blevet slået fast i hvilken stand, fæsteejendommen befandt sig. Ejendommens bygninger skulle derfor overleveres til fæsteren ved en formelig syns- og skønsforretning, der tillige skulle omfatte besætning og inventarium samt angive, om det nødvendige sæde- og fødekorn var overgivet fæsteren. Ejeren kunne endvidere under synsforretningen inddrage hegn, vandafledningsgrøfter og vandingssteder. Synsforretningen skulle foretages af to mænd, hvoraf hver af parterne havde valgt en; i tilfælde af uenighed mellem mændene skulle vælges en opmand.

## Indfæstning
Som vederlag for brugen skulle fæsteren dels erlægge en sum een gang for alle, dels betale en årlig afgift. Den førstnævnte sum kaldtes for indfæstning og erlagdes i reglen i penge. Ophørte fæsteforholdet, inden det havde varet i 30 år, skulle der tilbagebetales fæsteren eller hans bo så mange tredivtedele af indfæstningen, som der manglede år i, at fæsteforholdet havde varet i 30 år.

## Fæsterens rettigheder og begrænsninger heri
Fæsteren fik med fæstekontrakten ret til at bruge og benytte fæstestedet og dets tilliggende på bedste måde, dog således at han ikke måtte forringe ejendommens værdi. Det var forbudt ham at gøre fremleje, det vil sige overdrage ejendommens brug helt eller delvis til en anden; derimod var det ham tilladt at drive ejendommen ved en bestyrer, når han blot ikke selv fraflyttede den. Endvidere var det fæsteren forbudt at sælge af gårdens tørvemose samt at hugge træ uden forudgående udvisning i den til ejendommen hørende skov. Fæsteren måtte ikke fiske i de på ejendommen værende ferske vande; derimod tilkom jagtretten ham, medmindre ejeren udtrykkelig havde forbeholdt sig den.

## Fæsterens forpligtelser
Den årlige afgift bestod dels i en afgift i penge, korn eller naturalier, der kaldtes landgilde, dels i arbejde, kaldet hoveri, der dog senere i reglen blev afløst af en afgift i penge, hoveripenge. De ejendommen påhvilende skatter og afgifter til det offentlige skulle i reglen, efter fæstebrevets bestemmelse, udredes af fæsteren; dog var det i perioder ejeren, som var forpligtet til at sikre betalingen og i givet fald selv betale.

## Fæstekontraktens ophør
Fæstet ophørte normalt, når fæsteren døde, eller hvis han efterlod sig en enke, når denne døde eller giftede sig på ny. Den afdødes bo eller arvinger havde dog ret til mod sikkerhedsstillelse at fortsætte brugen indtil 1. april i det følgende år. Afleveringen af ejendommen med tilbehør til ejeren skete ved en syns- og skønsforretning. Hvis der fandtes at være mangler ved bygninger, besætninger med mere (kaldet gårdfæld), skulle boet give erstatning, for så vidt overleveringen i sin tid havde fundet sted ved synsforretning. Hvis dette var forsømt, havde ejeren intet krav på erstatning. Omvendt havde fæsterens bo efter omstændighederne et krav på erstatning over for ejeren. For det første kunne boet i visse tilfælde kræve en del af indfæstningen tilbage. Dernæst havde boet krav på erstatning for bygninger og lignende, som fæsteren havde opført, når disse havde forøget ejendommens værdi som avlsgård. Ligeledes havde boet krav på erstatning for de større og mindre grundforbedringer, som fæsteren havde foretaget på ejendommen, når disse utvivlsomt havde forøget ejendommens værdi. Forudsætning for, at disse erstatningskrav haves, var det dog, at fæsteren, forinden han skred til opførelsen af bygningerne eller udførelsen af arbejderne, enten havde erhvervet ejerens skriftlige anerkendelse af ejendommens tilstand forinden bygningsarbejdernes eller grundforbedringernes foretagelse, eller også ved afholdelsen af synsforretning havde konstateret samme. Retten til erstatning for grundforbedringer bortfaldt dog for større grundforbedringers vedkommende, når der var gået 30 år, og for mindres vedkommende, når der var gået 10 år efter arbejdernes foretagelse. Var betingelserne for de omhandlede erstatningskrav ikke til stede, tilkom der boet i løbet af 6 måneder en borttagelsesret, det vil sige en ret til at bortfjerne de opførte bygninger og beholde materialerne.
Som andre måder, på hvilke fæsteforholdet kunne ophøre, mærkes følgende: overenskomst mellem fæsteren og ejeren, opsigelse fra ejerens side, hvilken dog kun kunne finde sted i et enkelt tilfælde (og i nyere tid kun når fæstet var stiftet før Lov af 19. februar 1861), opsigelse af fæstet fra fæsterens side, når han dertil havde "skellig" grund, og ved indgåelsen af nyt ægteskab i de tilfælde, hvor fæsterens enke efter hans død havde fortsat fæstet.
Endelig kunne der også blive tale om en forbrydelse af fæsteretten. En sådan forbrydelse af fæstet kunne finde sted i følgende Tilfælde:
1. Når fæsteren udeblev med sin skyld, hvorunder indbefattedes ikke blot landgilde og hoveripenge, men også skatter og afgifter til det offentlige, når fæsteren ifølge fæstebrevet skulle betale disse. Anlagdes der i sådanne tilfælde sag mod fæsteren til fæstets forbrydelse, måtte sagen dog ikke optages til doms, førend der var hengået 16 uger efter forkyndelse af forligsklagen, og i dette tidsrum kunne fæsteren fri sig ved at betale sin skyld.
2. Når fæsteren ikke vedligeholdt fæstestedet på behørig måde og ikke, efter at ejeren havde ladet dette konstatere ved afholdelsen af en synsforretning, inden den af synsmændene fastsatte drist afhjalp manglerne.
3. Når fæsteren gjorde sig skyldig i misbrug af fæstestedet eller dets tilliggende, fx ved at gøre fremleje, ved at sælge af tørvemosen, ved at hugge uden udvisning i den til fæstestedet hørende skov eller lignende. I alle disse tilfælde krævedes det dog, for at der skulle kunne være tale om forbrydelse af fæstekontrakten, at fæsteren, efter to gange ved dom at være dømt for slige misbrug, tredje gang gjorde sig skyldig i sådant misbrug.
4. Når fæsteren ved dom eller benådende kgl. resolution mistede sin frihed i 3 år eller derover, for så vidt han ikke havde en hustru, der på hans vegne kunne fortsætte fæstet.

## Fæstelovgivning
Staten forsøgte i en vis udstrækning at regulere vilkårene for fæstekontrakter, således ved Forordningen af 8. juni 1787, Forordningen af 19. marts 1790, Forordningen af 9. februar 1820, Forordningen af 9. marts 1838 og Lov af 19. februar 1861.

## Arvefæste
Når en fæstegård blev ledig, blev den ofte overtaget af en søn eller svigersøn af den tidligere fæster. Godsejeren kunne dog give gården til en fremmed.
For at undgå den usikkerhed, som dette gav, kunne der indføres arvefæste. Dette betød, at en fæstebonde kunne være sikker på, at de forbedringer, som han indførte på sin gård, ville komme hans egen slægt til gode.

## Afviklingen af fæstevæsenet
Stavnsbåndets løsning i 1788 var det første skridt til at indføre selvejet som den almindelige ejerform i landbruget. Udviklingen skete i forskelligt tempo rundt om i landet. Afviklingen af fæstevæsenet blev hæmmet af Napoleonskrigene og landbrugskrisen i 1820'erne.
I 1840'erne var 5/6 af gårdmændene i Holbæk Amt stadig gårdfæstere. I hele landet var i 1850 39 % af det danske bondegårdshartkorn i fæste.
Kravet om afvikling af fæstevæsenet blev rejst politisk af Bondevennerne, men det lykkedes ikke partiet at få kravet med i Grundloven af 1849. Derimod blev der i 1851-61 gennemført forskellig lovgivning, der skulle tilskynde godsejerne til frivilligt at sælge deres fæstegårde. For hver ni fæstegårde, som en godsejer solgte, kunne han frit inddrage den 10. gård direkte under godset. Desuden blev det tilladt majoraterne, de store danske godser der var omfattet af særlige arveforhold og som derfor ikke uden videre kunne skille sig af med dele af godset, at frasælge fæstejorden.
Hermed tog udviklingen igen fart, og i 1885 udgjorde fæstegårdene kun 9 % af den danske bondegårdsjord.
Selv om udviklingen gik langsomt, lykkedes det efterhånden fæsterne på de mindre godser at købe sig fri. På de store godser (grevskaber og baronier) skete der derimod intet før efter første verdenskrig.
I 1919 vedtog Rigsdagen loven om lensafløsningen, der afviklede de danske majorater (grevskaber, baronier og stamhuse). Ved samme lejlighed blev der gennemført lovgivning, der sikrede de sidste fæstegårdes overgang til selveje. Betydningen var dog på dette tidspunkt mest symbolsk, da der kun var ca. 300 fæstegårde tilbage.

## Færøske kongsbønder
På Færøerne ejer staten (nu Lagtinget) de større gårde. En kongsbonde er på Færøerne en bonde, som dyrker statsejet jord. Gårdene drives af kongsbønderne, der er arvefæstere. I 1937 overtog Lagtinget administrationen af kongsjorden. I 1956 blev lovgivningsmagten også overført til Lagtinget. De små gårde (husmandsstederne) er ejet af odelsbønder.
Kongsgårdene har beholdt deres oprindelige størrelser, mens odelsjorden gennem arv er blevet delt i små lodder.